# 조운 (제도)

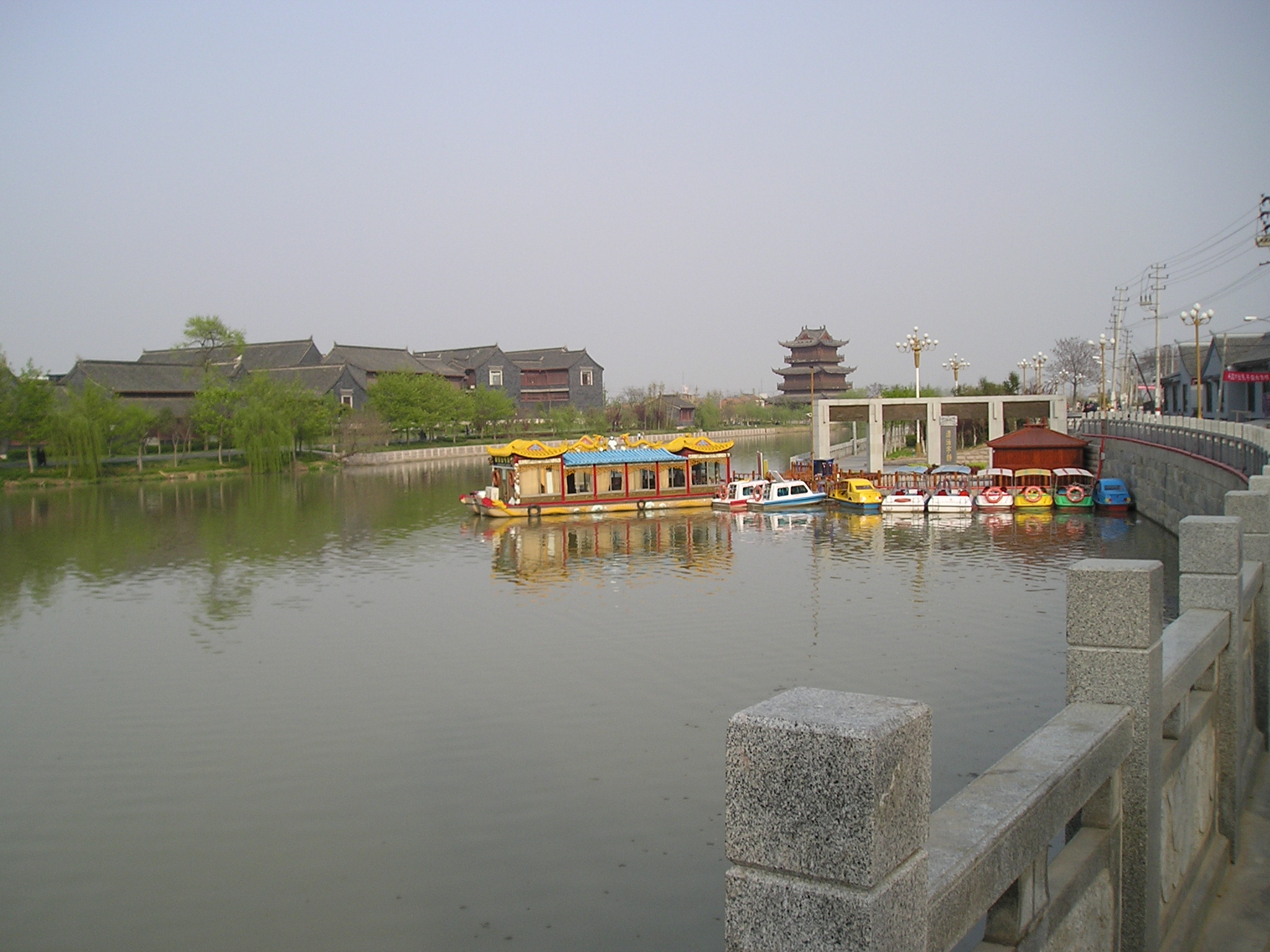

조운(漕運) 또는 운조(運漕)는 지방에서 조세로 거두어들인 곡식과 포백(布帛)을 수도로 운반하는 제도이며, 조전(漕轉)이라고도 하였다.

## 종류
강을 이용할 경우에는 수운(水運) 혹은 참운(站運), 바다를 이용할 경우에는 해운(海運) 또는 조운이라 하였다. 육로를 이용하는 육운(陸運)도 있었으나 도로와 운송수단의 문제로 크게 발달하지 못하였다.

## 조운의 개념
화폐 유통이 발달하지 않았던 전근대시기 일시에 많은 분량의 세미(稅米)를 수송하는 데에는 육운보다 조운에 의존하는 것이 적합하였다. 국가에서는 군현의 관할 창고에 조세미(租稅米)를 모으고 선박을 창고에 부속 상비시켜서 매년 일정한 기한을 정하여 중앙의 경창(京倉)에 수송하였다.
이때 해상 수송을 맡은 창고는 해운창, 강상(江上) 수송을 맡은 창고는 수운창이라 하였다. 조운에는 출발 지점과 기항 지점 및 도착 지점이었는데, 이 세 지점을 이은 선이 조운 항로이며, 이 항로 연변에 있는 창고가 조창(漕倉) 혹은 수참(水站)이다.

## 조선 이전
조운에 대한 첫 기록은 고려 때 나타나지만, 신라 때에도 조운이 있었으리라 추측한다. 고려 시대에는 거둔 조세를 각 군현에서 농민을 동원하여 조창까지 옮긴 다음 조운을 통해서 예성강으로 연결되게 하여 개경의 좌·우창으로 운반하여 보관하였다. 그러나 무신란 이후 국내 정세가 문란해졌고, 말기에는 왜구의 창궐로 연해의 도읍이 황폐되어 조운의 기능이 약화되었다.

## 조선 시대
조선시대에는 《경국대전》에 조운에 대한 규정을 정비하고 있다. 후기에 다소의 변동이 있었는데, 지방에 따라 세곡을 지방 창고에 일단 보관해 두는 곳과 지방 창고를 거치지 않고 직접 경창으로 수송하는 곳으로 나뉘었다. 그리고 지방 세곡을 무사히 경창으로 수송하기 위하여 각 창고에 수납할 때에는 해운사(海運使)와 함께 감독하고 동승 호송하였다. 경창에 도착하면 호조의 당상·낭관이 직접 점검하여 수납하였다. 조선(漕船)의 적재량은 지방마다 일정하게 제한하였고, 사곡(私穀)이나 사화(私貨)를 싣지 못하게 하고 위반하는 경우에는 처벌하였다. 조선 초기의 연간 세곡의 총수입은 40만 석 이하였으나, 조선 후기 1894년(고종 32년)에는 184만 석에 달하였다. 특히 대동법 실시 이후에는 세곡의 수송량이 증가되었다.
조운의 시기는 각 지방마다 따로 정하였다. 경기·충청·황해도는 음력 2월 20일 전에 운행하여 음력 3월 10일 이내로, 전라도는 음력 3월 15일 전에 운항하여 음력 4월 10일 이내로, 경상도는 음력 3월 25일 전에 운항하여 음력 5월 15일 이내로 수납하게 하였다. 그리고 평안도와 함경도 및 제주도는 세곡을 직접 조운하지 않고, 각각 해당 도에 보관하게 하였다.
또 교통이 불편하여 조창에 수납하기 어려운 지방에서는 민간 선박으로 납부하기도 하고, 영동을 비롯한 산간 지방에서는 면포(綿布) 혹은 화폐로 대납하기도 하였다.
조선시대에 조운선 10척을 거느리는 벼슬을 통령이라고 불렀다.

## 같이 보기
- 조창
- 해운